# إتش. إيزابيل غراهام
إتش. إيزابيل غراهام (بالإنجليزية: H. Isabel Graham)‏ من مواليد (13 مايو عام 1869 -وتوفى في 29 أكتوبر عام 1941)؛ كاتِبة وشاعرة كندية.